# Robert Day
Pour les articles homonymes, voir Day.
Robert Day est un réalisateur, acteur et scénariste britannique né le 11 septembre 1922 à Sheen au Royaume-Uni et mort le 17 mars 2017 sur l'île de Bainbridge (État de Washington).

## Filmographie

### comme réalisateur
- 1956 : Une bombe pas comme les autres (The Green Man)
- 1957 : Strangers' Meeting (en)
- 1957 : Rendezvous (série télévisée)
- 1958 : La Sépulture maudite (Grip of the Strangler)
- 1958 : The Highwayman (TV)
- 1958 : Corridors of Blood (en)
- 1959 : Life in Emergency Ward 10 (en)
- 1959 : Le Pionnier de l'espace (First Man into Space)
- 1960 : Bobbikins (en)
- 1960 : Tarzan le magnifique (Tarzan the Magnificent )
- 1960 : Le Paradis des monte-en-l'air (Two Way Stretch)
- 1961 : The Rebel
- 1962 : L'Agent secret de Churchill (en) (Operation Snatch)
- 1963 : The Human Jungle (série télévisée)
- 1963 : Le Défi de Tarzan (en) (Tarzan's Three Challenges)
- 1964 : Danger Man (série télévisée)
- 1965 : La Déesse de feu (She)
- 1965 : Sur la piste du crime (série télévisée)
- 1966 : Tarzan et la vallée de l'or (en) (Tarzan and the Valley of Gold)
- 1967 : Tarzan et le jaguar maudit (en) (Tarzan and the Great River)
- 1970 : L'Homme de fer (Ironside) (série télévisée) 1 épisode
- 1970 : The House on Greenapple Road (TV)
- 1970 : Paris 7000 (série télévisée)
- 1970 : Ritual of Evil (TV)
- 1971 : Banyon (TV)
- 1971 : Sam Cade (Cade's County) (série télévisée)
- 1971 : In Broad Daylight (TV)
- 1971 : Mr. and Mrs. Bo Jo Jones (TV)
- 1971 : The Reluctant Heroes (TV)
- 1972 : Les espions meurent à l'aube (The Big Game)
- 1972 : Le Sixième Sens (série télévisée)
- 1972 : Banyon (série télévisée)
- 1972 : Ghost Story (série télévisée)
- 1973 : Barnaby Jones (série télévisée)
- 1973 : The Great American Beauty Contest (TV)
- 1973 : Police Story (série télévisée)
- 1975 : Death Stalk (TV)
- 1975 : The Trial of Chaplain Jensen (TV)
- 1975 : Switch (TV)
- 1975 : A Home of Our Own (TV)
- 1976 : Twin Detectives (TV)
- 1976 : Kingston (TV)
- 1976 : Having Babies (TV)
- 1977 : Winner Take All (TV)
- 1977 : Kingston: Confidential (série télévisée)
- 1977 : L'Âge de cristal (1 épisode)
- 1977 : Laissez-moi mon enfant (en) (Black Market Baby) (TV)
- 1978 : The Initiation of Sarah (TV)
- 1978 : Dallas (série télévisée)
- 1978 : The Grass Is Always Greener Over the Septic Tank (TV)
- 1979 : Murder by Natural Causes (TV)
- 1979 : Walking Through the Fire (TV)
- 1980 : Détective comme Bogart (The Man with Bogart's Face)
- 1981 : Peter and Paul (TV)
- 1981 : Scruples (TV)
- 1982 : Marian Rose White (TV)
- 1982 : Beyond Witch Mountain (TV)
- 1982 : The Adventures of Pollyanna (TV)
- 1983 : Au bout du chemin (Running Out) (TV)
- 1983 : Your Place... or Mine (TV)
- 1983 : China Rose (TV)
- 1983 : La Course vers le pôle (Cook & Peary: The Race to the Pole) (TV)
- 1985 : Les Dessous d'Hollywood (Hollywood Wives) (feuilleton TV)
- 1985 : The Lady from Yesterday (TV)
- 1985 : Un sacré parcours (en) (Love, Mary) (TV)
- 1987 : The Quick and the Dead (TV)
- 1987 : Celebration Family (TV)
- 1988 : Higher Ground (TV)
- 1991 : Fire: Trapped on the 37th Floor (TV)

### comme acteur
- 1958 : Grip of the Strangler
- 1960 : Two Way Stretch
- 1981 : Peter and Paul (TV)

### comme scénariste
- 1960 : Tarzan le magnifique
- 1963 : Tarzan's Three Challenges
- 1972 :  Les espions meurent à l'aube